# Друзья (фильм, 2015)
Друзья (фр. Les Deux Amis) — французская мелодрама 2015 года, поставленная режиссёром Луи Гаррелем по мотивам пьесы «Настроения Марианны» Альфреда де Мюссе. Премьерный показ фильма состоялся 18 мая 2015 года в рамках Международной недели критиков на 68-м Каннском кинофестивале 2015 года.

## Сюжет
Мона, заключенная на работе, встречает Клемана, застенчивого актёра. Отчаявшись произвести впечатление на Мону, Клеман нанимает на помощь своего экстравертного друга Абеля. Когда Мона начинает больше интересоваться Абелем, это вызывает конфликт между двумя друзьями. Тем временем Мона пытается скрыть свое прошлое.

## В ролях
- Гольшифте Фарахани — Мона
- Луи Гаррель — Абель
- Венсан Макен — Винсент
- Эмелин Валад — женщина на заправке (камео)